# Karl von Gemmingen-Hornberg (1846–1923)
Karl Ludwig Eberhard von Gemmingen-Hornberg (* 8. November 1846 in Wien; † 30. Mai 1923 in Heidelberg) war ein preußischer Generalmajor.

## Leben

### Herkunft
Karl entstammte dem alten Adelsgeschlecht Gemmingen. Er war der Sohn von Adolph Freiherr von Gemmingen-Hornberg (1822–1902) und dessen Ehefrau Sarolta, geborene Gräfin Batthyány von Nemét-Ujvar (* 18. Januar 1823 in Szentlőrinc; † 9. Januar 1892 in San Remo). Sein Vater war großherzoglich-hessischer Kammerherr und Herr auf Fränkisch-Crumbach. Sein Taufzeuge war Graf Karl Batthyány.

### Militärkarriere
Gemmingen besuchte von 1859 bis 1863 das Gymnasium in Darmstadt und trat anschließend am 16. Dezember 1862 als Reiter in die Leibeskadron des 2. Reiterregiments der Großherzoglich-Hessischen Armee ein. Nachdem er am 21. Juli 1864 die Offiziersprüfung bestanden hatte, wurde er kurz darauf zum Portepeekorporal ernannt sowie am 31. August 1864 zum Leutnant befördert. Gleichzeitig versetzte man ihn in das 1. Reiterregiment. Mit dem Regiment nahm Gemmingen am Feldzug 1866 gegen Preußen an den Gefechten bei Aschaffenburg, Treufurth und Gerchsheim teil. Für seine Leistungen wurde er am 18. September 1866 mit dem Ritterkreuz II. Klasse des Ordens Philipps des Großmütigen ausgezeichnet. Gemmingen wurde dann am 2. Juli 1868 als Oberleutnant Adjutant der Reiterbrigade. Von dort folgte von Mai 1870 eine Kommandierung zum Großen Generalstab nach Berlin. Mit der Mobilmachung zum Deutsch-Französischen Krieg kehrte er zu seiner Reiterbrigade zurück und nahm an den Schlachten bei Vionville, Gravelotte, Noisseville, Beaune-la-Rolande, den Gefechten bei la Ferté Aubin und Montbarrois sowie der Belagerung von Metz teil. Ausgezeichnet mit dem Eisernen Kreuz II. Klasse wurde Gemmingen nach Kriegsende wieder in den Großen Generalstab kommandiert. 
Am 1. Januar 1872 wurde Gemmingen in die Preußische Armee übernommen sowie im Jahr darauf am 17. April zum Hauptmann befördert. In den kommenden Jahren hatte er dann verschiedene Stabsfunktionen inne. Zunächst von April 1874 bis Ende März 1876 bei Generalstab des V. Armee-Korps, dann bis Mitte April 1878 im Generalstab der 21. Division. Anschließend wurde Gemmingen als Rittmeister und Eskadronchef in das Dragonerregiment Nr. 8 versetzt. Hier verblieb er knapp zwei Jahre, kam dann wieder in den Großen Generalstab und wurde am 18. September 1880 Major. Als solcher wurde Gemmingen am 6. Juli 1882 in den Generalstab des IV. Armee-Korps versetzt. Von dort folgte am 18. April 1885 seine Versetzung in den Großen Generalstab unter gleichzeitiger Kommandierung zum Gouvernement Köln.
Unter Aufhebung dieses Kommandos versetzte man Gemmingen am 1. Februar 1887 in das Kürassierregiment Nr. 8. Dort wurde er am 8. März 1887 à la suite des Regiments gestellt und mit seiner Führung beauftragt. Am 7. Juli 1887 wurde er schließlich zum Regimentskommandeur ernannt und in dieser Stellung am 17. September 1887 zum Oberstleutnant sowie am 24. März 1890 zum Oberst befördert. Gemmingen gab das Regiment am 22. August 1891 ab, wurde mit der Führung der 16. Kavallerie-Brigade beauftragt und schließlich am 11. März 1892 zum Brigadekommandeur ernannt. Er zog anschließend auf den Familienbesitz in Fränkisch-Crumbach. 
Mit dem Charakter als Generalmajor wurde Gemmingen am 18. April 1893 mit Pension zur Disposition gestellt.

### Familie
Gemmingen verheiratete sich am 3. Juni 1911 in Michelfeld mit der entfernt verwandten Gabriele Freiin von Gemmingen-Hornberg (* 6. Januar 1865 in Michelfeld), Tochter des Michelfelder Grundherrn August von Gemmingen. Da das Paar keine Nachkommen hinterließ und Karls Brüder Gustav (1849–1897) und Otto (1852–1892) vergleichsweise jung gestorben waren, kam der Gemminger Familienbesitz in Fränkisch-Crumbach an Karls Neffen Adolph Anton (1886–1963), den nachmaligen Landrat in Dieburg.
Karl von Gemmingen und seine Frau Gabriele sind auf dem Bergfriedhof in Heidelberg begraben. In der Gruft der als Mausoleum für Karls Mutter Sarolta errichteten Sarolta-Kapelle in Fränkisch-Crumbach ist eine Gedenktafel für Karl von Gemmingen angebracht.